# ジョージア州議会
ジョージア州議会(英語:The Georgia General Assembly)はアメリカ合衆国ジョージア州の州議会である。上院と下院の両院制である。
236名の議員はそれぞれ2年の任期を務め、選挙区の有権者から直接選出される。ジョージア州憲法は、すべての立法権を議会に与えている。両院は同様の権限を持つが、それぞれに固有の職務もある。例えば、充当法案の起草は下院でのみ行われ、上院は知事の任命の確認を任務とする。
議会はアトランタのジョージア州会議事堂で開かれる。

## 歴史
州政府の立法府である議会は、アメリカ独立戦争中の1777年に創設された。州議会はその存続期間中、州都の移転に伴って4度移転している。最初の所在地はサバンナで、その後オーガスタ、ルイビルと移り、1868年にミレッジビル、そしてアトランタに移った。

### サバンナでの議会
旧植民地がイギリスからの独立を宣言した1777年1月、サバンナはジョージア州の州都となった。当時は一院制であった議会は、1777年から1778年にかけてサバンナで開かれ、イギリス軍がサバンナを占領するとオーガスタに退却した。1779年にオーガスタが英国に占領されるまで、議会がオーガスタに滞在していた期間はそれほど長くはなかった。オーガスタは戦争中に3度支配者が変わり、最終的に1781年7月にアメリカ領に戻った。1782年5月に英国がサバンナを去り、州議会が州都に戻るまで、彼らはオーガスタに留まった。

### オーガスタへ移動
1783年から1785年の間、州議会はサバンナとオーガスタの両市で開かれたが、両市の間に緊張が生じ、当時のライマン・ホール州知事が正式に両市に居住することになったため、サバンナから移動した。1785年2月22日、議会はサバンナで最後の会議を開き、オーガスタは、州の中心に州都を置くことを求める一般市民の圧力により、公式の州都となった。

### ルイビルへ
人口が分散して地理的な中心が移動すると、州都も移動する必要があると判断された。1786年、新しい人口動態の中心である適切な場所を見つけるために、議会によって委員会が任命された。委員会は、ジョージア州の最初の州都となり、最初の議事堂があるルイビルを推奨した。首都は一から建設されなければならず、建設が何度も遅れたため、都市の建設には10年を要した。ルイビルという名前は、独立戦争中のフランスの援助に対するフランス国王ルイ16世に敬意を表して議会によって選ばれた。
新しい州庁舎は、赤レンガ造りの2階建ての18世紀グレゴリオ様式の建物で、1796年に完成した。州議会はルイビルをジョージア州政府の「恒久的な所在地」に指定した。しかし、さらなる西部の拡大により、別の新しい州都の必要性が生じた。議事堂はジェファーソン郡が購入し、裁判所として使用されたが、建物が不健全になったため取り壊されることになった。旧議事堂の位置を示すプレートがある。

### 議会がミレッジビルに
1804年、州政府はさらに別の州都が必要であると決定した。その後、現在ボールドウィン郡として知られる地域の3,240エーカー（13㎢）に新しい州都を建設することを許可する法律が可決された。この都市は、ジョン・ミレッジ知事にちなんでミレッジビルと名付けられた。
新しい議事堂は完成までに2年を要し、ゴシック・リヴァイヴァル建築のレンガ造りだった。州議会は1861年1月16日、州会議事堂で1861年ジョージア分離独立大会を招集した。1月19日、代議員はジョージア州が連邦から分離独立することに賛成208票、反対89票を投じ、新しい憲法を起草し、独立した共和国であることを宣言した。

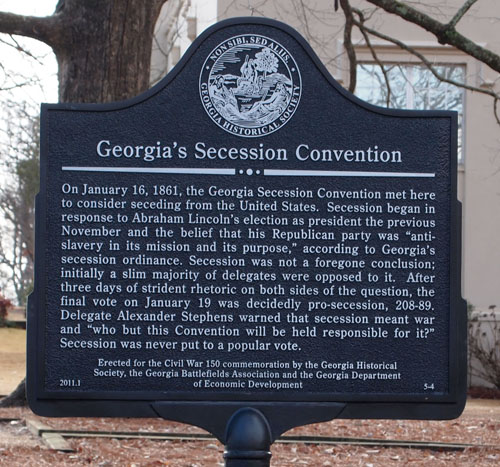
ジョージア州歴史協会が南北戦争150周年記念のために2011年に建てたジョージア州分離独立条約の歴史的標柱

1月21日、議会（分離独立派が僅差で過半数を占める）は、州議事堂の外で分離独立条例に公開署名し、その決定を祝った。同年末、州議会はまた、1861年12月に大火災に見舞われた「チャールストン市民の救済」のため、サウスカロライナ州に10万ドルを送ることを議決した。シャーマン将軍の接近に伴い、議会は1864年秋に閉会し、1865年にメーコンで一時的に再開された。アメリカ南北戦争が終結し、連邦政府がジョージア州を軍事支配するようになると、州議会はミリッジビルの議事堂で再開された。

### アトランタ
1867年、ジョージア州軍総督ジョン・ポープ少将は、憲法制定会議を開催するため、アトランタで議会を招集した。このときアトランタ市当局は、アトランタがジョージア州の州都に指定されるよう再び動き出し、アトランタ初の市庁舎が建設された土地を寄贈した。憲法制定大会はこれに同意し、1868年4月20日、人々はこの決定を批准する投票を行った。ジョージア州議会は、1868年7月4日にアトランタで初めて招集された。
1884年、州議会は新しい州会議事堂の建設に100万ドルを計上した。工事は1884年10月26日に開始され、建物は1889年6月15日に（予算をわずかに下回って）完成、入居した。
特筆すべきは、議事堂上部のドームが本物の金でメッキされていることで、そのほとんどはジョージア州ダロネガで産出されたものである。

## 議会の組織と手続き
議会は、毎年1月の第2月曜日に、立法会期（暦日ではなく）40日を超えない範囲で定例会期を開く。上下両院とも、3日を超えて休会することはできず、また他院の同意なしに州議事堂以外の場所で会合を開くこともできない。

### 手続規則、職員および暫定委員会
議会の各院は、自院の職員に関する手続き規則を定めることができる。議会全体として、または各院が個別に、暫定委員会を設置することができる。

### 就任宣誓
上院議員や下院議員は、就任前に州法で定められた宣誓をしなければならない。

### 定足数
各議院が権利を有する議員の過半数をもって、議事を処理するための定足数とする。これより少数の議員は、日ごとに休会し、欠席議員の出席を強制することができる。

### 欠員
議員が死亡、辞職、または選出された選挙区から移動するたびに発生する欠員は、ジョージア州法と憲法に従って補充される。任期2年目の立法会期終了前に欠員が生じた場合、知事は欠員発生から10日以内に特別選挙の令状を発布しなければならない。
ただし、臨時会が招集された時点で欠員が生じた場合、知事は臨時会の招集後2日以内に特別選挙令状を発布しなければならず、招集後臨時会が終了する前に欠員が生じた場合、知事はその発生から5日以内に特別選挙令状を発布しなければならない。
いずれの場合も、特別選挙の令状は、選挙が行われる日を指定し なければならず、それは、知事が令状を発行してから30日以上60日以内でなければならない。

### 報酬
議員は、法律で定められた給与を受け取るが、その給与が増額が有効となる任期終了前に増額されない限り、その給与は増額されない。ジョージア州議会議員の現在の年収は17,000ドルである。

### 懲罰
各院は、自院の議員の選挙、帰属、資格について判断する責任を負う。また、各院は、乱暴な不正行為を行った議員を罰する権限を持つ。そのような行為に対する処罰には次のようなものがある。
- 非難
- 罰金
- 投獄
- 除名

ただし、所属議院の3分の2の投票によらなければ、いかなる議員も除名されることはない

### 侮辱罪
侮辱罪が成立した場合、上下両院のいずれかが命じれば、その者は投獄される可能性がある。

### いずれかの院による投票
議会の選挙はすべて記録される。記録された投票は、各議院の日報に掲載される。

### 議事の公開
議会は、委員会を含め、両院のいずれかが例外を認めた場合を除き、一般に公開される。

## 議会構成
州議会は1777年、各郡が2名ずつ選出する下院と、各議会代表から選出される評議員を含む行政評議会からなる組織として始まった。1789年のジョージア州憲法制定後は、上院と下院の両院制となり、両院とも直接選挙で選出されるようになった。1789年から1795年まで、上院議員は3年ごとに選出されたが、1795年5月の憲法制定後は、上院議員は1年任期で毎年選出されるようになった。1843年12月5日以降、上院議員は2年任期制に移行した。
現在は上院と下院で構成されている。上院は56人、下院は180人である。各議員の任期は2年だが、再選回数に制限はない。上院議員も下院議員も選挙区から選出される。

### 議員要件
州憲法は、上院議員は米国市民であり、少なくとも25歳で、少なくとも2年間ジョージア州市民であり、議員が選出された選挙区 の合法的居住者でなければならないと規定している。
下院議員は、米国市民であり、21歳以上で、2年以上ジョージア州市民であり、1年以上選出された選挙区の合法的居住者でなければならない。

### 欠格事項
欠格事項については、ジョージア州憲法第3条第2項第4号によれば、以下の通りである。
- 合衆国軍隊のいずれかの部門に所属する現役の者は、法律で別段の定めがない限り、両院の議席を有しないものとする。
- 米国、本州、または他州の下で公務員として任命されている者、またはそれに付随する職務に就いている者は、両院のいずれにおいても議席を有しないものとする。また、米国、本州、または他州の下で公務員として任命されている者、またはそれに付随する職務に就いている者は、両院のいずれにおいても議席を有しないものとする。
- 上院議員または下院議員は、選出された期間中、議会によって選出されたり、知事によって任命されたりして、いかなる公職または公職に就くことはできない。ただし、選出された期間中、上院議員または下院議員は、その任期中に新設された公職に任命されることはできない。

### 役職
上院の議長は上院議長または副知事である。米国上院と同様、上院仮議長は上院議員の中から選出される。上院仮議長は、上院議長に一時的な任務不能が生じた場合、その職務を代行する。大統領が死亡、辞任、永久欠格の場合、または副知事が行政権を継承した場合は、仮議長が副知事となる。上院はまた、上院事務総長を役員として置く。
下院は議長および仮議長を選出する。下院仮議長は、下院議長が死亡、辞任、または永続的障害を負った場合に議長に就任する。仮議長は新しい議長が選出されるまで務める。下院にはまた、下院書記官も役員として置かれる。

### 歴史上の議会構成
1866年憲法では上院22議席、下院175議席であった。1877年憲法では上院は44議席に拡大され、下院は175議席に維持された。

## 権限と特権
州憲法第3条第6項は、州議会に与えられた権限を規定している。第1項には、「議会は、この憲法に反せず、合衆国憲法に反せず、州の福祉のために必要かつ適切とみなされるすべての法律を制定する権限を有する」とある。さらに、憲法が議会に与えている権限には、環境と天然資源を保護・保全するための土地使用制限、最高司令官であるジョージア州知事の指揮下に置かれる州民兵の創設・使用・軍法会議による懲戒（民兵が連邦軍の指揮下に置かれる場合を除く）、公金の支出、財産の強制収用、財産の制限、非常時における州および地方政府の継続、州の観光事業への参加などが含まれる。

### 権限の制限
州憲法第3条第6項には次のように記されている。
- 第13条：議会は、私人に法人設立を許可する権限を有しないが、一般法によって、私人の法人権および特権を許可する方法を規定するものとする。
- 第21条：議会は、1945年8月13日に存続したいかなる法人に対しても、その定款の失効を許さず、また、その受諾が定款の変更として機能し、その法人が以後この定款の規定に従って定款を保持することを条件とする場合を除き、いかなる利益も与えず、定款の変更を許可しないものとする。
- 第21条：議会は、ここに違法かつ無効であると宣言された、競争を敗北させ、もしくは弱め、または独占を助長する効果を持つ、または持つことを意図した契約または合意を認可する権限を持たない。
- 第11条：議会は、本憲法が認める場合を除き、本州の郡または自治体が所有または運営する公益事業の料金を規制し、または固定する権限を有しない。
- 第13条：郡または市町村の公社に代わり、公社との契約に従い、または公社の税金その他の収入により、道路または街路を建設、改良、または維持する権限を有する市町村または郡の公社は、その公社の設立または法律の改正が、その影響を受ける郡または市町村の有権者の過半数の住民投票による承認を条件としない限り、地方法または一般法により設立されず、またそのような公社に特に関連する法律も改正されない。本号は、いかなる州当局にも適用されるものではなく、また影響を及ぼすものでもない。

### 議員の特権
州議会の議員は、在職中2つの重要な特権を保持している。
第一に、反逆罪、重罪、または「平和の侵害」の場合を除き、両院のいずれの議員も、議会の会期中または委員会会議中に逮捕されることはない。
第二に、議員は、上下両院または両院の委員会での発言について、一切の責任を負わない。